# Lycodes albonotatus
Lycodes albonotatus es una especie de pez de la familia de los Zoarcidae en el orden de los perciformes.

## Hábitat
Es un pez de mar, de clima templado y demersal que vive entre 150-930 m de profundidad.

## Distribución geográfica
Se encuentra en el Mar de Ojotsk.

## Observaciones
Es inofensivo para los humanos. 